# Rostbauch-Degenflügel
Der Rostbauch-Degenflügel (Campylopterus hyperythrus) ist eine Vogelart aus der Familie der Kolibris (Trochilidae), die in Venezuela, Guyana und Brasilien verbreitet ist. Der Bestand wird von der IUCN als „nicht gefährdet“ (least concern) eingeschätzt. Die Art gilt als monotypisch.

## Merkmale
Der Rostbauch-Degenflügel erreicht eine Körperlänge von etwa 10,4 bis 12 cm und ein Gewicht von ca. 4,5 bis 7 g. Das Männchen hat einen schwarzen geraden Schnabel mit heller Basis am Unterschnabel. Die Oberseite schimmert bronzegrün mit einer rötlichen Tönung. Der Kopf ist grüner mit einem weißen Fleck hinter dem Auge (postokular). Die Unterseite ist vollständig zimtfarben. Der Schaft der äußeren drei Handschwingen ist dicker und abgeflacht. Die vier zentralen Steuerfedern sind goldenbronze, die äußeren zimtfarben rotbraun. Auf der Unterseite scheint der Schwanz vollkommen rotbraun. Weibchen sind ähnlich wie die Männchen gefärbt, doch sind sie etwas kleiner. Jungvögel ähneln den ausgewachsenen Vögeln.

## Verhalten und Ernährung
Der Rostbauch-Degenflügel bezieht seinen Nektar u. a. von blühenden Bäumen und Epiphyten. Auch kleine Gliederfüßer gehören zu seinen Nahrungsquellen. Diese jagt er im Unterholz und den mittleren Straten im Wald. Er gilt an Blüten gegenüber konspezischen Artgenossen, aber auch anderen Kolibriarten, als ausgesprochen territorialer Kolibri. Durch seine starke Standorttreue verteidigt er seine Ressourcen beharrlich. Meist ist er alleine unterwegs, doch wurden auch schon bis zu 20 Individuen gleichzeitig an einem einzigen Baum beobachtet.

## Lautäußerungen
Der Gesang des Rostbauch-Degenflügels besteht aus einer langen Serie gleichmäßiger einzelner Laute, die wie spik...spik...spik... klingen und in einer Frequenz von ca. 0,7 bis einem Ton pro Sekunde erklingt. Außerdem gibt er einen eher nasalen einzelnen angestrengten squiik-Ton von sich, den er manchmal doppelt.

## Brut
Über die Brutbiologie des Rostbauch-Degenflügels ist nicht mehr bekannt, als dass er sein Nest vermutlich in zwei bis drei Metern Höhe über dem Boden baut.

## Verbreitung und Lebensraum

Verbreitungsgebiet des Rostbauch-Degenflügels

Der Rostbauch-Degenflügel bevorzugt Gestrüpp auf den Plateaus der Tepuis, felsbewohnende Hochlandbiome, immergrüne Tepui-Wälder sowie die höheren Bergwälder, speziell mit vielen Schwarzmundgewächsen oder Clusiaceae. Hier bewegt er sich in Höhenlagen von 1000 bis 2050 Metern.

## Migration
Der Rostbauch-Degenflügel gilt gemeinhin als Standvogel. Örtlich kann es aber zu dramatischen Schwankungen in der Population kommen, die vermutlich mit der saisonalen Verfügbarkeit von Nahrungsquellen zusammenhängt. Genaueres zum Zugverhalten muss noch erforscht werden.

## Etymologie und Forschungsgeschichte
Die Erstbeschreibung des Rostbauch-Degenflügels erfolgte 1849 durch Jean Louis Cabanis unter dem wissenschaftlichen Namen Campylopterus hyperythrus. Das Typusexemplar sammelte Moritz Richard Schomburgk am Roraima-Tepui. 1827 führte William Swainson die neue Gattung Campylopterus ein. Dieses Wort leitet sich vom griechischen καμπύλος kampýlos für „gebogen, gekrümmt“ und -πτερος, πτερόν -pteros, pterón für „-geflügelt, Flügel“ ab. Der Artname hyperythrus ist ein griechisches Wortgebilde aus ὑπο- hypo- für „(dar)unter, unten; im Sinne vonː ein bisschen“ und ἐρυθρός erythrós für „rot“.